# عقد 1240 هـ
عقد 1240 هـ هو الفترة بين عام 1240 إلى 1249 في التقويم الهجري، أي العشر سنوات الخامسة من القرن الثالث عشر الهجري.